# Microcèbe roux du Nord
Microcebus tavaratra
Espèce
Statut de conservation UICN

 VU B1ab(i,iii) : Vulnérable
Répartition géographique
Statut CITES
Le Microcèbe roux du nord (Microcebus tavaratra) est une espèce de microcèbes endémique de Madagascar.

## Classification
Le nom valide complet (avec auteur) de ce taxon est Microcebus tavaratra Rasoloarison (d), Goodman & Ganzhorn (d), 2000,.

## Étymologie
Son épithète spécifique, tavaratra, signifie « du Nord » en malgache.

## Publication originale
- (en) Rodin M. Rasoloarison, Steven M. Goodman et Jörg Ulrich Ganzhorn, « Taxonomic Revision of Mouse Lemurs (Microcebus) in the Western Portions of Madagascar », International Journal of Primatology, Pays-Bas, vol. 21, no 6,‎ 17 avril 2000, p. 963-1019 (ISSN 0164-0291, lire en ligne, consulté le 12 novembre 2023).